# تیمپاکی
تیمپاکی (به لاتین: Tympaki) یک شهرک در یونان است که در Faistos Municipality واقع شده‌است.